# Desmoldeante

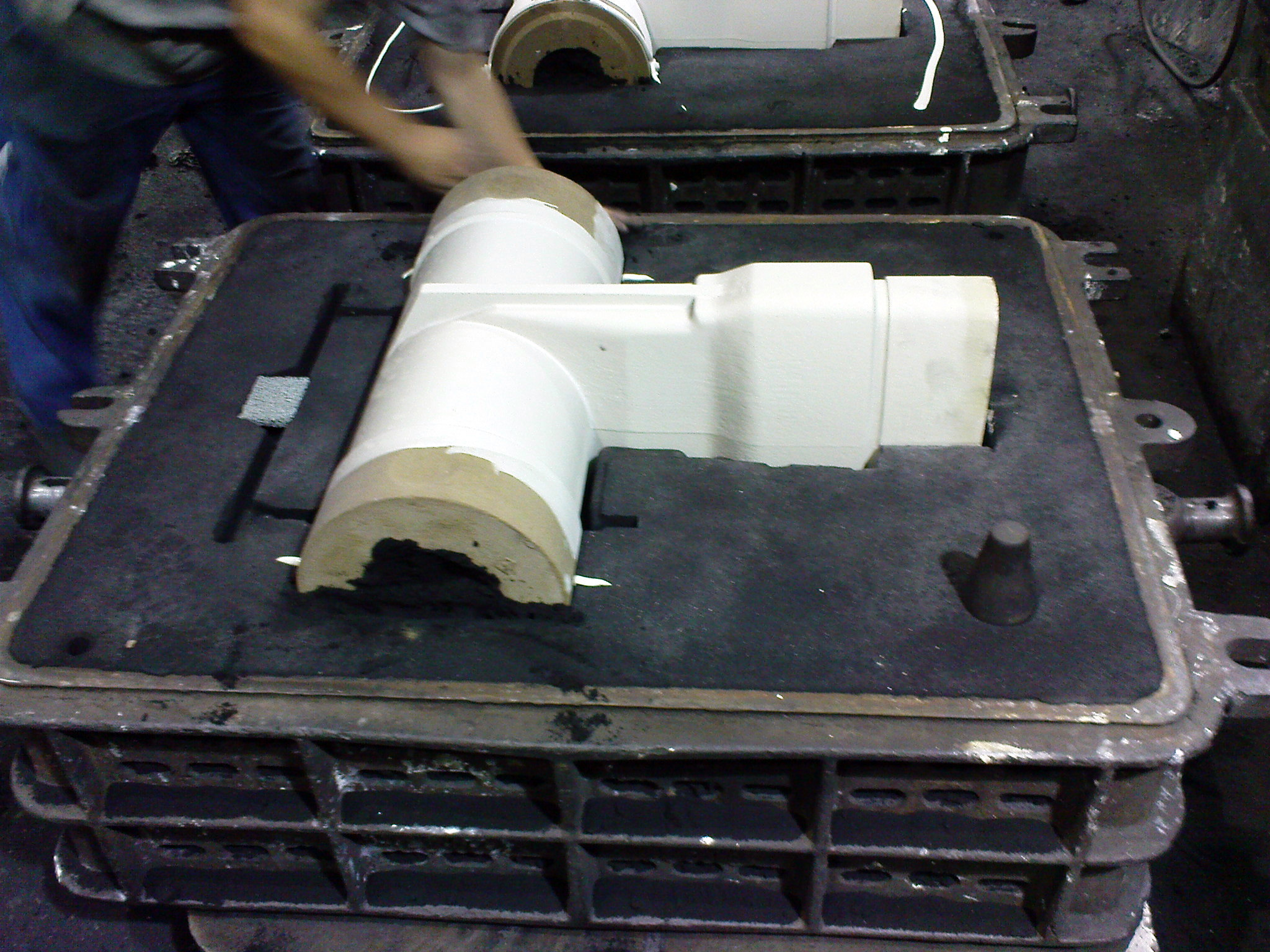
Preparación de un molde de arena para proceder a la fundición de una pieza metálica

Un desmoldeante es una sustancia con la que se recubre el interior de un molde con el propósito de facilitar su separación de la pieza moldeada. En el campo de la edificación, son de especial importancia los productos desencofrantes utilizados en la construcción de estructuras de hormigón armado con encofrados reutilizables, tanto en elementos prefabricados como en las obras ejecutadas "in situ".
También existen aditivos desencofrantes, sustancias que añadidas a la composición de determinados materiales, impiden que se adhieran a los moldes con los que se les va a dar forma.

## Sustancias desmoldeantes

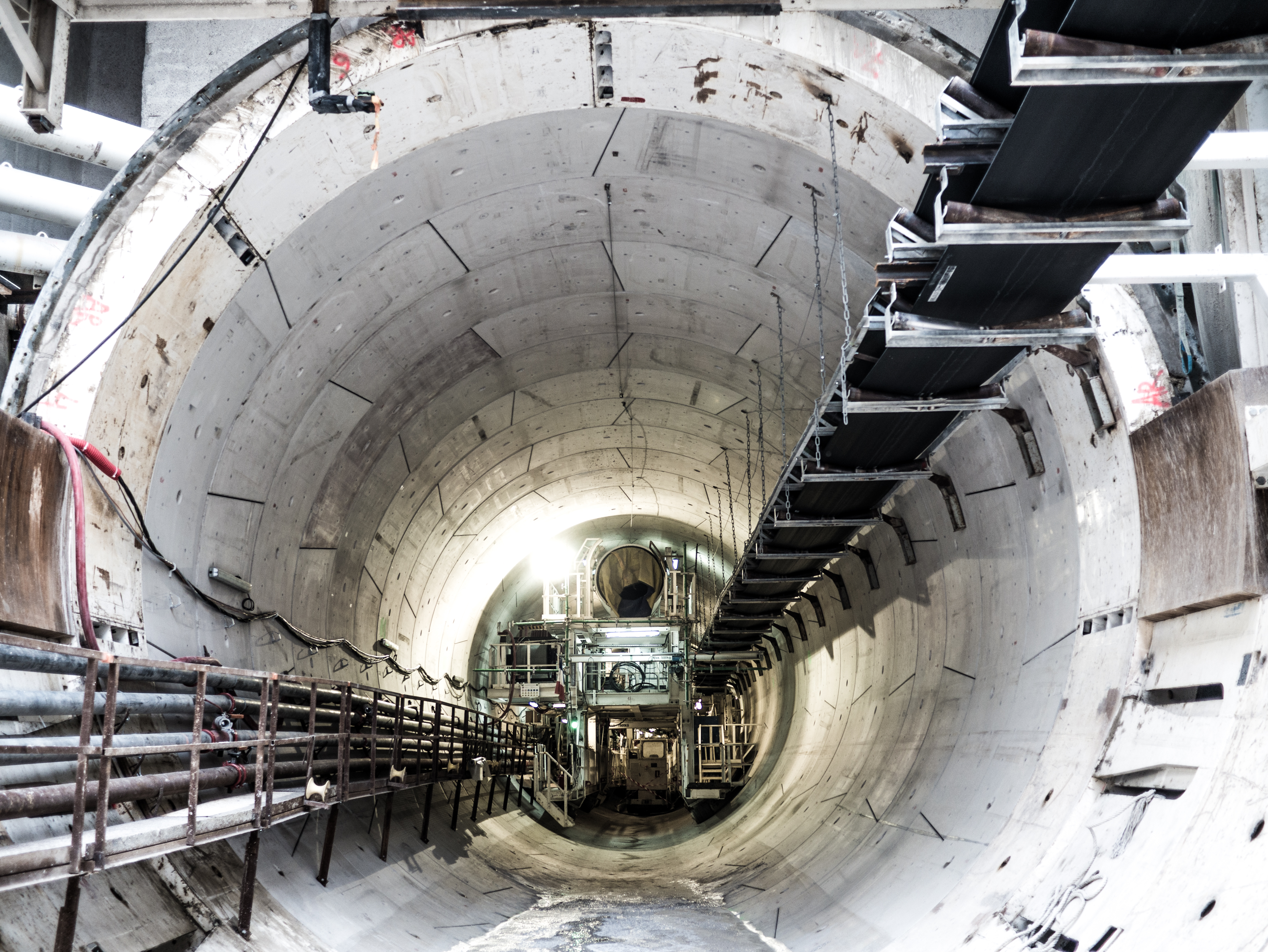
Dovelas de hormigón prefabricadas, en cuya fabricación se utilizan moldes tratados con sustancias desencofrantes (túnel en obras del Metro de París)

Los tratamientos desmoldeantes se aplican a numerosos procesos en los que se utilizan moldes reutilizables para dar forma a diversos productos, especialmente cuando se da la circunstancia de que el material moldeado podría adherirse al molde. Así mismo, como en el caso de los moldes de arena utilizados para producir piezas de fundición, la propia sustancia desmoldeante se convierte en parte del molde: 
- Moldeado de piezas de metal fundido de aleaciones ferrosas. Cuando se utilizan moldes de arena, se puede agregar al material de moldeo hasta un 5% de "agentes reductores" (como polvo de carbón, brea, creosota o fueloil) para evitar la humectación (prevención de que el metal líquido se adhiera a las partículas de arena, dejándolas así en la superficie de la pieza de fundición), mejorando el acabado de la superficie, disminuyendo la penetración del metal en el molde y evitando defectos por sobrecalentamiento. Los aditivos logran este efecto creando gases en la superficie de la cavidad del molde, lo que evita que el metal líquido se adhiera a la arena. Los agentes reductores no se usan con la fundición de acero, porque pueden carburizar el metal durante la fundición.[4]

Se puede agregar hasta un 3% de "material amortiguador" (como serrín, turba o paja muy finamente molidos), para reducir los defectos de fundición alutilizar metales a altas temperaturas. Estos materiales son beneficiosos porque cuando se queman al verter el metal, se crean pequeños huecos en el molde, lo que permite que las partículas de arena se expandan. También reducen el tiempo de desmoldeo.
También se puede usar hasta un 2% de aglutinantes procedentes de cereales, como dextrina, almidón y melazas, con el fin de aumentar la resistencia en seco (la resistencia del molde después del curado) y mejorar el acabado de la superficie. Los aglutinantes de cereales también mejoran la colapsabilidad y reducen el tiempo de desmoldeo porque se queman cuando se vierte el metal. La desventaja de los aglutinantes de cereales es que son caros.
Así mismo, se puede usar hasta un 2% de polvo óxidos de hierro para evitar el agrietamiento del molde y la penetración del metal, lo que esencialmente mejora la refractariedad. La harina de sílice (sílice fina) y la harina de circón también mejoran la refractariedad, especialmente en fundiciones ferrosas. La desventaja de estos aditivos es que reducen en gran medida la permeabilidad.
Para sacar el patrón del molde, antes de proceder a la fundición se aplica un compuesto de separación al patrón para facilitar la extracción. Pueden ser un líquido o un polvo fino (diámetros de partículas entre 75 y 150 micrómetros). Los polvos comunes incluyen talco, grafito y sílice seco; los líquidos comunes incluyen aceite mineral y soluciones de silicona a base de agua. Estos últimos se usan más comúnmente con patrones de metal y madera grandes.
- En el transporte de escorias siderúrgicas fundidas se utiliza carbonato cálcico, con el fin de evitar que las escorias se adhieran al material refractario que reviste interiormente la cuba donde se trasladan.

- En la fundición de aluminio en moldes de arena se suele utilizar grafito como material desmoldeante.[5]

- Para facilitar el desencofrado de elementos de hormigón armado o de hormigón en masa, especialmente cuando se emplean encofrados metálicos reutilizables, se suelen emplear aceites o ceras emulsionables en agua.[6]
- Fabricación de envases de plástico o de vidrio por inyección
- Producción de algunos alimentos cocinados, como pan de molde u otras piezas de repostería

## Fundición mediante moldes de arena
El propósito principal del revestimiento que se aplica al molde de arena es facilitar el flujo del metal en el momento de la fundición. Solidifica la superficie del molde y evita la diseminación de las partículas de arena, a la vez que dota de un mejor acabado superficial a la pieza de fundición.

## En fundición de metales
El uso de moldes permanentes requiere el empleo de un recubrimiento depositado sobre su superficie, que según su composición permitirá:
- Dirigir y regular mejor el enfriamiento y la solidificación de las piezas en la cavidad
- Evitar ciertos defectos al retrasar la solidificación de las partes delgadas (recubrimiento aislante)
- Evacuar la energía térmica más rápidamente en otras partes (revestimientos conductores)
- Proteger las superficies del ataque y erosión provocada por un metal fundido (como la disolución del hierro por el aluminio)
- Proteger los moldes contra choques térmicos
- Facilitar el desmoldeo, evitando roturas en las zonas con secciones más finas
- Mejorar el acabado y el aspecto superficial de las piezas

## Modos de empleo
- Para la fundición en arena, se recubre cada parte del molde que vaya a estar en contacto con el metal fundido
- Para la fundición a presión, se rocian desmoldeantes líquidos entre cada ciclo
- Para la fundición a presión por gravedad o a baja presión, que es menos agresiva, los moldes se protegen con un recubrimiento permanente, aplicado por proyección o brocha, que forma una capa aislante y refractaria

## Desencofrantes
Los desencofrantes son sustancias antiadherentes tales como aceites o ceras emulsionables en agua, que se aplican mediante diversos sistemas (brocha, rodillo o pulverizadores) a la cara interior de los encofrados para facilitar su retirada una vez solidifcado el hormigón, especialmente cuando las piezas del encofrado (tableros, planchas metálicas o moldes de PVC) son reutilizables, como es también el caso particular de los elementos prefabricados de hormigón, o cuando se desea obtener alguna textura especial en las caras vistas.